# Liste des monuments nationaux du district de Viseu
Cet article recense les monuments nationaux du district de Viseu, au Portugal.

## Liste
| Site                                            | Municipalité          | Identifiant | Coordonnées                        | Image |
| ----------------------------------------------- | --------------------- | ----------- | ---------------------------------- | ----- |
| Église São Miguel d'Armamar (pt)                | Armamar               | 70540       | 41° 06′ 34″ nord, 7° 41′ 34″ ouest |       |
| Dolmen da Orca                                  | Carregal do Sal       | 70598       | 40° 36′ 38″ nord, 7° 56′ 17″ ouest |       |
| Tombe de Fernão Gomes de Góis                   | Carregal do Sal       | 70599       | 40° 26′ 22″ nord, 7° 58′ 00″ ouest |       |
| Casa do Passal (pt)                             | Carregal do Sal       | 72250       | 40° 28′ 31″ nord, 7° 58′ 22″ ouest |       |
| Église Nossa Senhora da Conceição d'Ermida (pt) | Castro Daire          | 70322       | 40° 55′ 20″ nord, 7° 58′ 12″ ouest |       |
| Église romane Santa Maria Maior de Tarouquela   | Cinfães               | 70661       | 41° 04′ 11″ nord, 8° 11′ 16″ ouest |       |
| Église Santa Maria d'Almacave                   | Lamego                | 70429       | 41° 05′ 57″ nord, 7° 48′ 37″ ouest |       |
| Château de Lamego                               | Lamego                | 70699       | 41° 05′ 57″ nord, 7° 48′ 31″ ouest |       |
| Sé de Lamego (pt)                               | Lamego                | 71134       | 41° 05′ 47″ nord, 7° 48′ 24″ ouest |       |
| Chapelle São Pedro de Balsemão (en)             | Lamego                | 71135       | 41° 06′ 25″ nord, 7° 46′ 59″ ouest |       |
| Castro do Bom Sucesso                           | Mangualde             | 70437       | 40° 37′ 59″ nord, 7° 36′ 19″ ouest |       |
| Anta de Cunha Baixa                             | Mangualde             | 70677       | 40° 34′ 12″ nord, 7° 46′ 15″ ouest |       |
| Abbaye de Maceira Dão                           | Mangualde             | 72103       | 40° 36′ 57″ nord, 7° 49′ 00″ ouest |       |
| Pilori de Rua                                   | Moimenta da Beira     | 71218       | 40° 56′ 40″ nord, 7° 34′ 18″ ouest |       |
| Anta pintada de Antelas (pt)                    | Oliveira de Frades    | 70456       | 40° 42′ 45″ nord, 8° 14′ 38″ ouest |       |
| Anta da Arca                                    | Oliveira de Frades    | 70463       | 40° 36′ 28″ nord, 8° 12′ 49″ ouest |       |
| Château de Penedono                             | Penedono              | 70451       | 40° 59′ 24″ nord, 7° 23′ 38″ ouest |       |
| Dolmen da Capela de Nossa Senhora do Monte      | Penedono              | 70452       | 41° 01′ 27″ nord, 7° 26′ 30″ ouest |       |
| Église São Martinho de Mouros (pt)              | Resende               | 69846       | 41° 06′ 06″ nord, 7° 53′ 55″ ouest |       |
| Monastère Santa Maria de Cárquere (pt)          | Resende               | 70582       | 41° 05′ 14″ nord, 7° 57′ 29″ ouest |       |
| Église paroissial de Barrô                      | Resende               | 70660       | 41° 07′ 45″ nord, 7° 52′ 58″ ouest |       |
| Église Matriz de Santa Marinha de Trevões (pt)  | São João da Pesqueira | 71104       | 41° 04′ 44″ nord, 7° 26′ 08″ ouest |       |
| Thermes romains de São Pedro do Sul             | São Pedro do Sul      | 69845       | 40° 44′ 21″ nord, 8° 05′ 28″ ouest |       |
| Castro de Nossa Senhora da Guia                 | São Pedro do Sul      | 70477       | 40° 45′ 49″ nord, 8° 05′ 51″ ouest |       |
| Anta de Cas-Freires                             | Sátão                 | 70211       | 40° 49′ 09″ nord, 7° 42′ 10″ ouest |       |
| Église de Barcos                                | Tabuaço               | 70312       | 41° 07′ 21″ nord, 7° 36′ 04″ ouest |       |
| Monastère São João de Tarouca                   | Tarouca               | 70414       | 40° 59′ 41″ nord, 7° 44′ 45″ ouest |       |
| Tour de Ucanha (pt)                             | Tarouca               | 70487       | 41° 02′ 54″ nord, 7° 44′ 50″ ouest |       |
| Monastère Santa Maria de Salzedas (pt)          | Tarouca               | 72577       | 41° 02′ 59″ nord, 7° 44′ 00″ ouest |       |
| Vieille église de Santa Maria                   | Tondela               | 71133       | 40° 33′ 08″ nord, 8° 02′ 06″ ouest |       |
| Orca dos Juncais                                | Vila Nova de Paiva    | 69836       | 40° 48′ 57″ nord, 7° 43′ 55″ ouest |       |
| Anta de Mamaltar do Vale de Fachas              | Viseu                 | 69768       | 40° 40′ 47″ nord, 7° 51′ 01″ ouest |       |
| Cava de Viriato (pt)                            | Viseu                 | 70458       | 40° 40′ 05″ nord, 7° 54′ 36″ ouest |       |
| Cathédrale de Viseu                             | Viseu                 | 70673       | 40° 39′ 36″ nord, 7° 54′ 39″ ouest |       |
| Musée national Grão Vasco                       | Viseu                 | 70674       | 40° 39′ 37″ nord, 7° 54′ 40″ ouest |       |
| Murailles de Viseu                              | Viseu                 | 70675       | 40° 39′ 34″ nord, 7° 54′ 46″ ouest |       |
| Paço da Torre da rua de Dom Duarte (pt)         | Viseu                 | 70676       | 40° 39′ 32″ nord, 7° 54′ 42″ ouest |       |
| Église Matriz de Vouzela                        | Vouzela               | 71217       | 40° 43′ 18″ nord, 8° 06′ 33″ ouest |       |